# Stubal (Kraljevo)
Stubal (en serbe cyrillique : Стубал) est une localité de Serbie située sur le territoire de la ville de Kraljevo, district de Raška. Au recensement de 2011, elle comptait 1 198 habitants.
Stubal est officiellement classé parmi les villages de Serbie.

## Démographie

### Évolution historique de la population
| 1948  | 1953  | 1961  | 1971  | 1981  | 1991  | 2002  | 2011  |
| ----- | ----- | ----- | ----- | ----- | ----- | ----- | ----- |
| 1 643 | 1 700 | 1 665 | 1 581 | 1 655 | 1 526 | 1 314 | 1 198 |

|  |